# Violent Virgin
Violent Virgin è un film del 1969 diretto da Kōji Wakamatsu.

## Trama
Un gangster di poco conto si innamora della donna del suo boss, motivo per cui in seguito la coppia viene pedinata dai suoi aguzzini sino al loro sequestro. Per punizione vengono spogliati, derisi e pestati in un luogo desolato. Prima dell'inevitabile esecuzione il boss dispone che lei venga legata ad una croce mentre lui sarà trattato da boss per un giorno.